# لایبرری تینگ
لایبرری تینگ یک برنامه وب برای تهیه کاتالوگ است. از لایبرری تینگ برای به اشتراک‌گذاری کاتالوگ کتاب‌ها و انواع مختلف فراداده‌های مربوط به کتاب‌ها استفاده می‌شود. نویسندگان، اشخاص، کتابخانه‌ها، و ناشران از آن استفاده می‌کنند.
لایبرری تینگ در پورتلند، مین واقع شده است و اولین بار در سال ۲۰۰۵ توسط تیم اسپالدینگ ایجاد شد.